# Dolichestola annulicornis
Dolichestola annulicornis là một loài bọ cánh cứng trong họ Cerambycidae.